# LG-mobiltelefonok listája

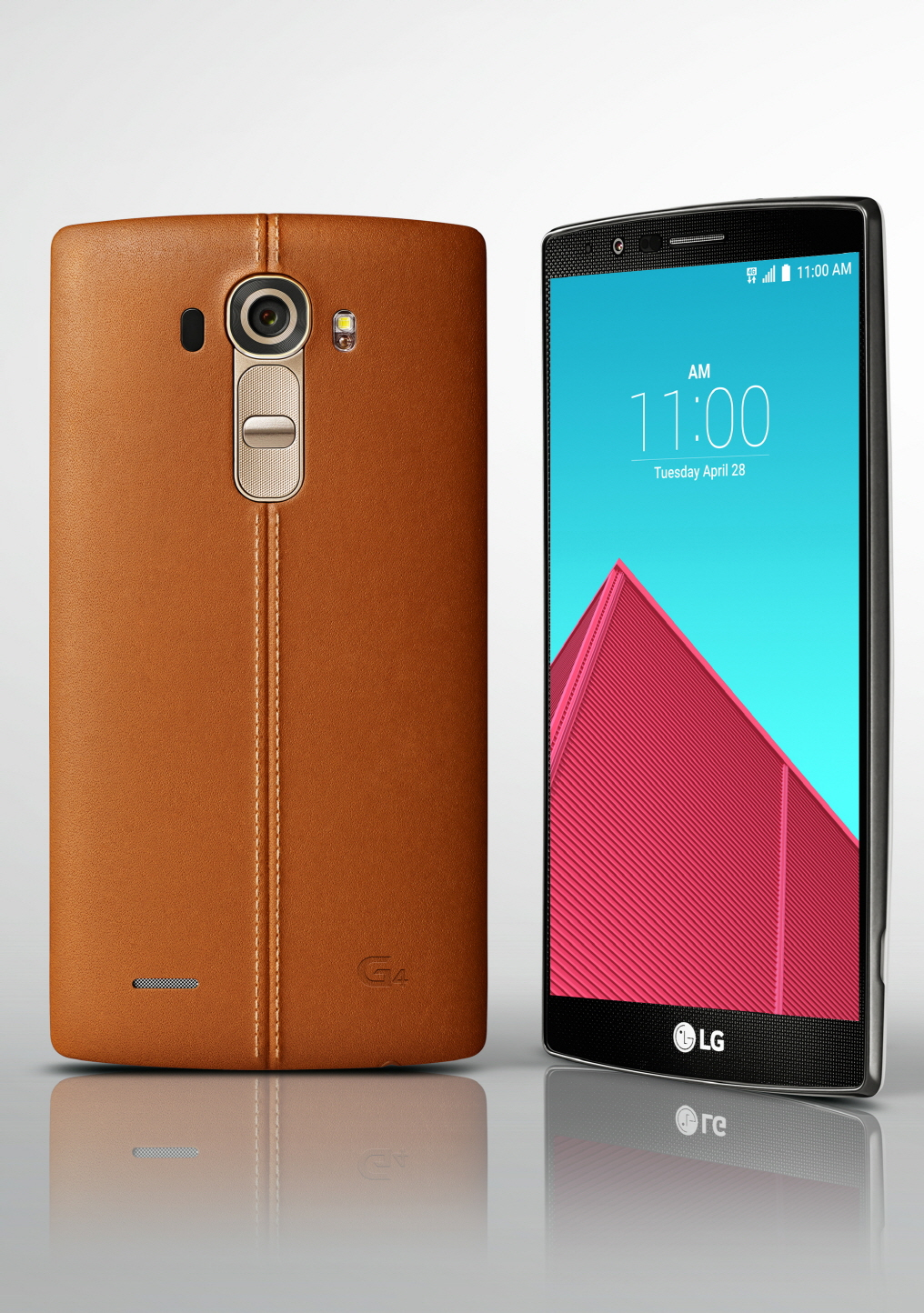
LG G4

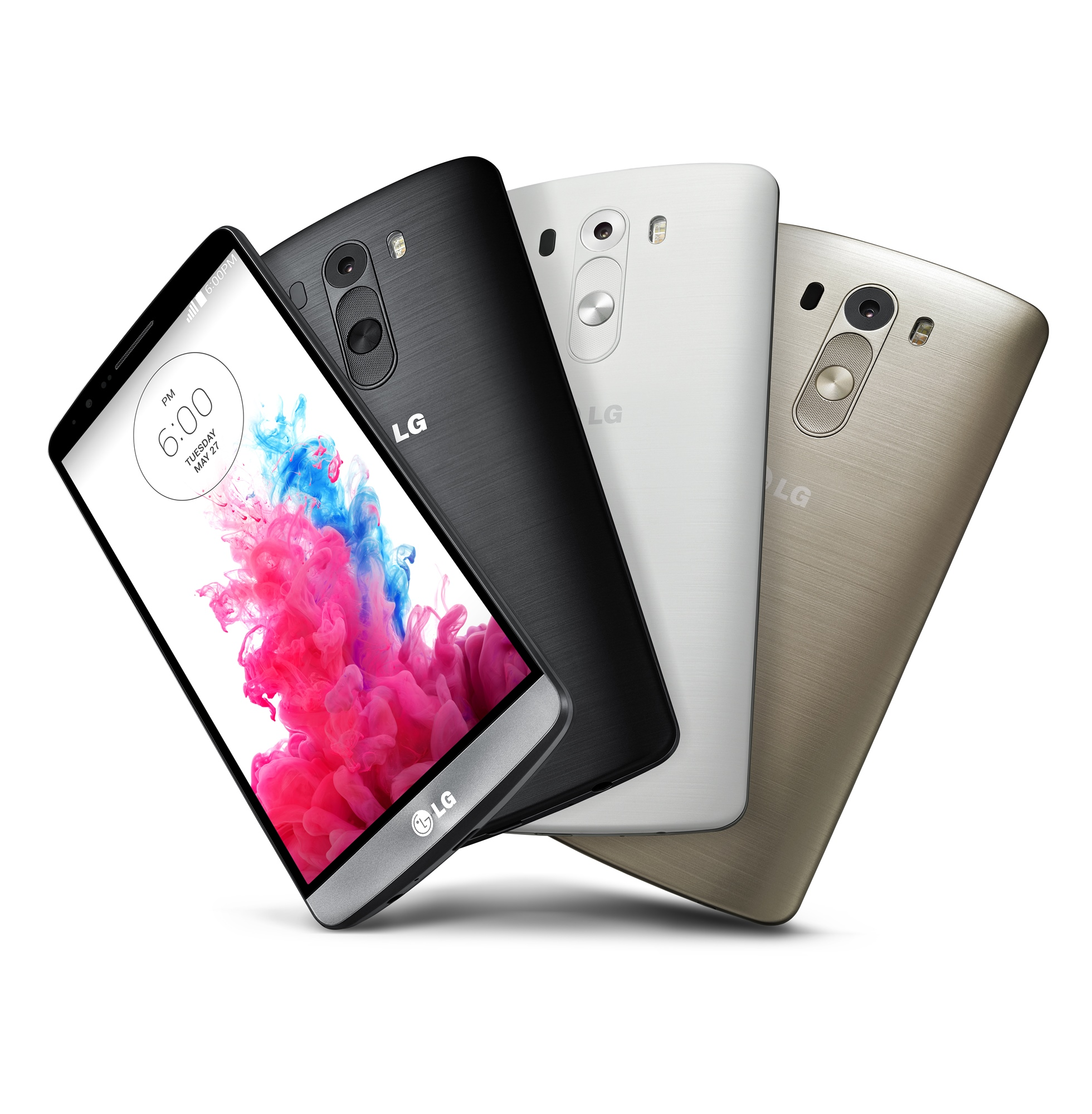
LG G3 (Metallic Black, Silk White, Shine Gold)

G4 széria
- LG G4 LG G4
- LG G4c
- LG G4s
- LG G4 Stylus

G3 széria
- LG G3 LG G3 (Metallic Black, Silk White, Shine Gold)

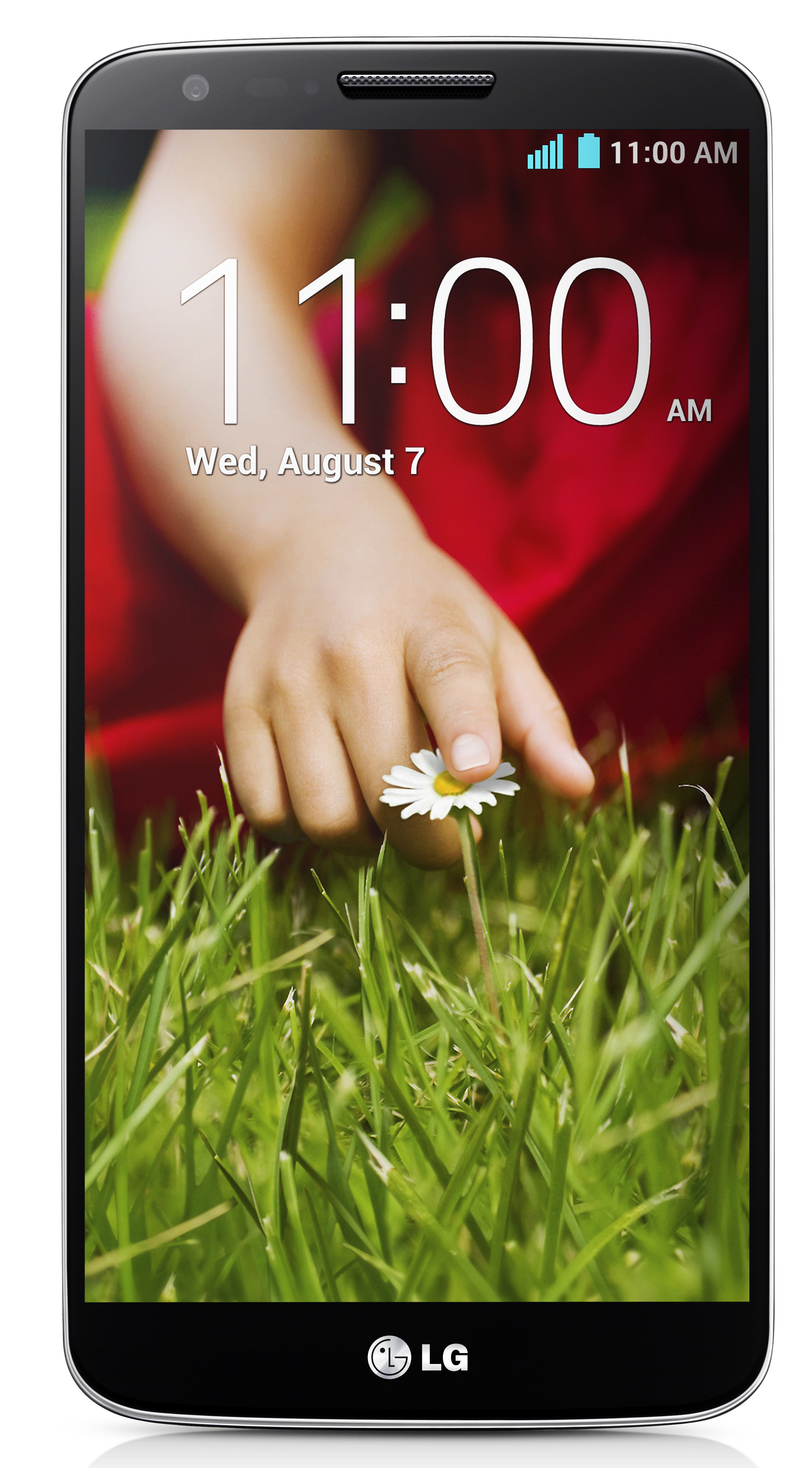
LG G2 (Black)

- LG G3S
- LG G3 Stylus

G2 széria
- LG G2LG G2 (Black)
- LG G2 mini

G széria
- LG Optimus G
- LG Optimus G Pro

G Flex széria
- LG G Flex
- LG G Flex2

Nexus telefonok
- Nexus 4
- Nexus 5
- Nexus 5X

Egyéb androidos telefonok
- LG Joy
- LG Leon 4G LTE
- LG Magna
- LG Spirit
- LG Spirit 4G LTE
- LG Wine Smart

GC széria
- LG GC900 (Viewty Smart)

GD széria
- LG GD230
- LG GD510 (LG Pop)

GS széria
- LG GS290 (Cookie Fresh)
- LG GS500v (Cookie Plus)
- LG GS155a
- LG GS108

GT széria
- LG GT540 Optimus

GW széria
- LG GW525 cookie
- LG GW620 Eve

GX széria
- LG GX200
- LG GX300
- LG GX500

KC széria
- LG KC910 Renoir
- LG KC550

KE széria
- LG KE850 (Prada)
- LG KE970 (Shine)

KF széria
- LG KF245
- LG KF300
- LG KF310
- LG KF311
- LG KF390
- LG KF510
- LG KF600
- LG KF700
- LG KF750 Secret
- LG KF900 Prada II

KG széria
- LG KG288
- LG KG300
- LG KG600
- LG KG800 Chocolate

KM széria
- LG KM380
- LG KM570 Cookie Gig
- LG KM900 Arena

KP széria
- LG KP100
- LG KP105
- LG KP110
- LG KP215
- LG KP220
- LG KP230
- LG KP320
- LG KP330
- LG Cookie
- LG KP199

KS széria
- LG KS20
- LG KS360
- LG KS500
- LG KS365

KU széria
- LG KU830
- LG KU970
- LG KU990R

## Kapcsolód szócikkek
- LG Cookie széria